# Història de Macedònia del Nord

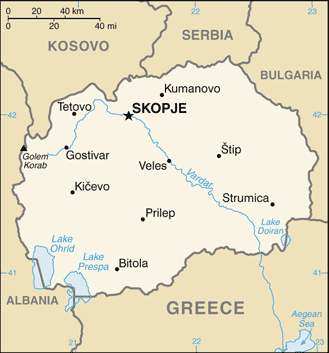
Mapa de Macedònia

Aquest article tracta sobre la història de Macedònia del Nord i no sobre la regió geogràfica i històrica.

## Edat mitjana
En aquest període l'àrea del sud de la línia Jirecek estava poblada per persones d'origen tracioromà o il·lirioromà, així com per ciutadans grecs i hel·lenitzats de l'Imperi Romà d'Orient. Les llengües antigues dels tracis i dels il·liris ja s'havien extingit abans de l'arribada dels eslaus, i la seva influència cultural va ser molt reduïda a causa de les repetides invasions bàrbares als Balcans durant la primerenca edat mitjana, acompanyat això d'una hel·lenització persistent, sobre la prèvia romanització i més tard eslavització. Les tribus eslaves del sud es van assentar al territori de l'actual República de Macedònia al segle vi. Els assentaments eslaus van ser referits pels historiadors romans d'Orient com "esclavinis". Els esclavinis van participar en diversos atacs sobre l'Imperi Romà d'Orient, sols o amb l'ajuda de búlgars o àvars. Al voltant de l'any 680 els búlgars, dirigits per Kuber Khan, que pertanyien al mateix clan que el kan búlgar del Danubi Asparukh, es van establir a la plana de Pelagònia, i van posar en marxa campanyes sobre la regió de Salònica.
A finals del segle vii Justinià II va organitzar una expedició massiva contra l'Esclavínia de la península grega, en la qual es van capturar més de 110.000 eslaus i els va transferir a la Capadòcia. A l'època de Constant II (que també va organitzar campanyes contra els eslaus), un gran nombre d'eslaus de Macedònia van ser capturats i traslladats a l'Àsia Menor, on van ser forçats a reconèixer l'autoritat de l'emperador romà d'Orient i a servir a les seves files.
L'ús del nom "Esclavínia" com una nació per si sola va ser suspès en els registres romans d'Orient després de prop de l'any 836, ja que els eslaus a la regió de Macedònia es van convertir en una població de l'Imperi búlgar. Originàriament eren dos pobles diferents, esclavinis i búlgars; els búlgars van assimilar la llengua eslava al mateix temps que van mantenir la identitat, el gentilici búlgar i el nom de l'imperi. Els búlgars van incorporar tota la regió al seu domini l'any 837. Els sants Ciril i Metodi, grecs romans d'Orient nascuts a Salònica, van ser els creadors del primer alfabet eslau glagolític ("ciríl·lic"). També van ser apòstols cristianizadors del món eslau. Després de l'any 885 la regió d'Ocrida es va convertir en un important centre eclesiàstic amb el nomenament de sant Climent d'Ocrida com a "primer arquebisbe en llengua búlgara", amb residència en aquesta regió. En relació amb l'altre deixeble de Ciril i Metodi, sant Naum, va crear un florent centre cultural búlgar al voltant d'Ocrida, on a més de 3.000 alumnes se'ls va ensenyar en l'alfabet ciríl·lic, en el que ara s'anomena Escola literària d'Ocrida. Tant Ohrid com Skopje van arribar a ser capitals imperials.

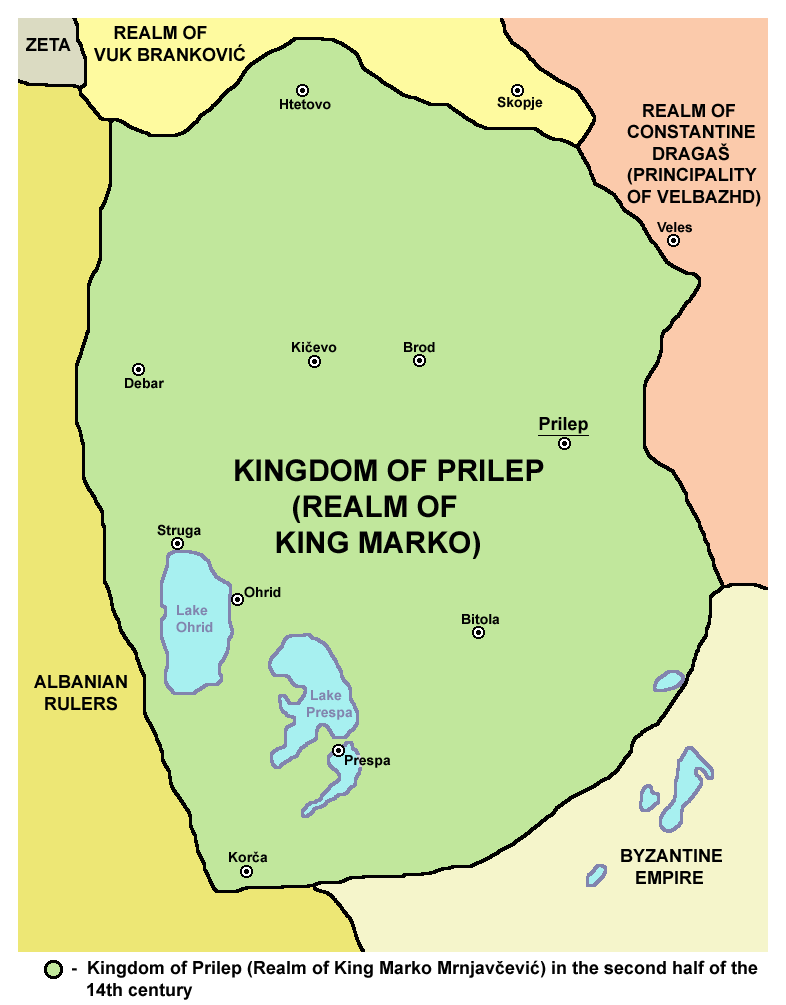
El Regne de Prilep durant la segona part del

A finals del segle x, gran part del que avui és la República de Macedònia va esdevenir el centre polític i cultural de l'Imperi búlgar del tsar Samuel de Bulgària, mentre que l'emperador Basili II va controlar la part oriental de l'imperi (el que ara és Bulgària), inclosa Preslav, llavors la capital, l'any 972. La nova capital es va establir a Ohrid, que també es va convertir en la seu del patriarcat de Bulgària. A partir de llavors, Bulgària esdevingué referent de la cultura eslava. Després de diverses dècades de lluita gairebé incessant, Bulgària va caure sota domini romà d'Orient l'any 1018. El conjunt de Macedònia va ser incorporat a l'Imperi Romà d'Orient com a thema (província) de Bulgària i el patriarcat de Bulgària va ser reduït al rang d'arquebisbat.
En els segles xiii i xiv el control romà d'Orient va ser interromput per períodes de domini de Bulgària i Sèrbia. Per exemple, Konstantin Asen, un noble de Skopje, va ser el tsar de Bulgària al 1257-1277. Més tard, Skopje va passar a ser capital de l'Imperi serbi amb Stefan Dušan com a emperador "dels serbis i dels grecs". Després de la dissolució de l'imperi, la zona es va convertir en un domini independent dels governants locals serbis de les cases de Mrnjavčević i Dragaš. El domini de la casa Mrnjavčević incloïa les zones occidentals de l'actual República de Macedònia i els dominis de la casa Dragaš n'incloïen la part oriental. La capital de l'estat de la casa de Mrnjavčević era Prilep. Només hi ha dos reis coneguts de la casa Mrnjavčević, Vukasin Mrnjavčević i el seu fill, el rei Marko. Marko es va convertir en vassall de l'Imperi Otomà i més tard va morir en la batalla de Rovine, en la qual les tropes valaques es van enfrontar a les otomanes.

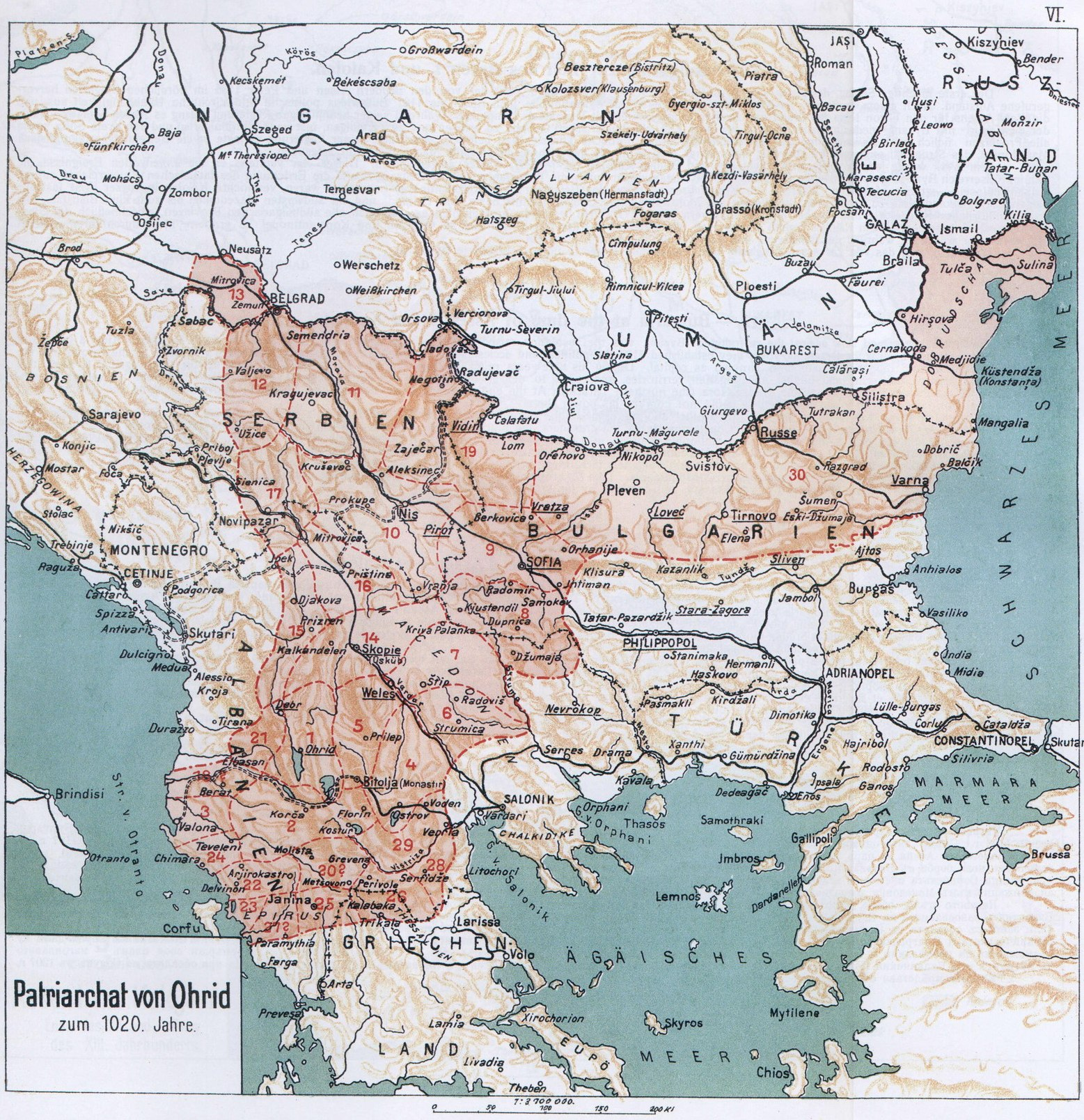
Arquebisbat d'Ohrid l'any 1020

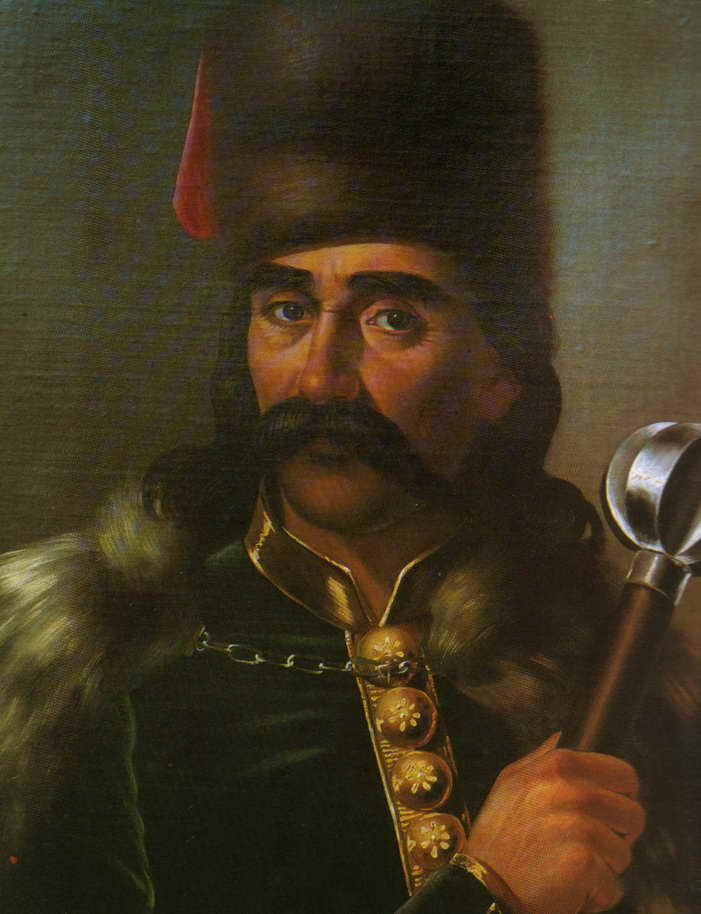
El príncep Marko

## Període otomà

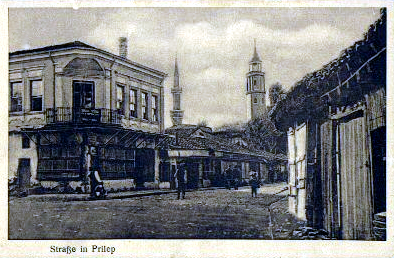
La ciutat de Prilep a finals del. Al fons es pot veure un minaret otomà

Territori otomà abans de la Primera Guerra dels Balcans el 1912

Conquistada per l'exèrcit otomà a finals del segle xiv, la regió va romandre part de l'Imperi Otomà durant més de 500 anys, com a part de la província o Eyalat de Rumelia. Durant això, a la segona meitat del segle xv, el líder albanès de la Lliga de Lezhë, Skanderbeg va poder ocupar llocs a l'oest de la moderna Macedònia del Nord que estaven sota domini otomà com la coneguda ciutat d'Ocrida (en albanès Ohër) a la batalla d'Ohrid. Tètovo (batalla de Polog) i molts altres llocs. Les forces albaneses sota Skanderbeg van penetrar a fons a la moderna Macedònia del Nord a la batalla de Mokra. Però això va durar poc i els llocs van ser novament ocupats pels otomans. Rumèlia (en turc: Rumeli) significa "Terra dels romans" en turc, fent referència a les terres conquerides pels turcs otomans de l'Imperi Romà d'Orient.). Al llarg dels segles Rumelia Eyalet es va reduir de mida a través de reformes administratives, fins que al segle xix constava d'una regió de l'Albània central i la part nord-oest de l'actual estat de Macedònia del Nord amb la seva capital a Manastir o l'actual Bítola. Rumelia Eyalet va ser abolida el 1867 i el territori de Macedònia del Nord va passar a formar part de les províncies de Manastir Vilayet, Kosovo Vilayet i Salonica Vilayet fins al final del domini otomà el 1912.
Durant el període de domini otomà la regió va guanyar una minoria turca substancial, especialment en el sentit religiós de musulmà; alguns d'aquells musulmans ho van ser gràcies a les conversions. Durant el domini otomà, Skopje i Monastir (Bítola) eren capitals de províncies otomanes separades (eyalets). La vall del riu Vàrdar, que més tard es convertiria en la zona central de Macedònia del Nord, va ser governada per l'Imperi Otomà abans de la Primera Guerra dels Balcans de 1912, amb l'excepció del breu període el 1878 quan va ser alliberada del domini otomà després de la guerra russo-turca (1877–78), passant a formar part de Bulgària. El 1903, una efímera República de Kruševo va ser proclamada a la part sud-oest de l'actual Macedònia del Nord pels rebels de l'aixecament d'Ilinden-Preobrazhenie. La majoria dels etnògrafs i viatgers durant el domini otomà van classificar els parlants eslaus a Macedònia com a búlgars. Alguns exemples inclouen el viatger del segle XVII Evliya Çelebi al seu Seyahatname: Book of Travels to the Ottoman census of Hilmi Pasha el 1904 i posteriors. No obstant això, també van remarcar que la llengua parlada a Macedònia tenia un caràcter una mica distintiu — Sovint descrit com un "dialecte búlgar occidental" com altres dialectes búlgars a la Bulgària occidental moderna. També hi ha proves que certs eslaus macedonis, especialment els de les regions del nord, es consideraven serbis, d'altra banda la intenció d'unir-se a Grècia predominava al sud de Macedònia on també comptava amb el suport d'una part substancial de la població de parla eslava. Tot i que es fan referències que es refereixen als eslaus a Macedònia identificats com a búlgars, alguns estudiosos suggereixen que l'ètnia a l'època medieval era més fluida que la veiem avui, una comprensió derivada dels ideals nacionalistes del segle xix d'un estat nació homogeni.
Durant el període del renaixement nacional búlgar (1762–1878), molts búlgars de Macedònia del Vàrdar van donar suport a la lluita per la creació d'institucions educatives i religioses culturals búlgares, inclòs l’Exarcat búlgar. La Lluita Macedònia posterior (1893–1908) va romandre inconclusa.

## Període soviètic

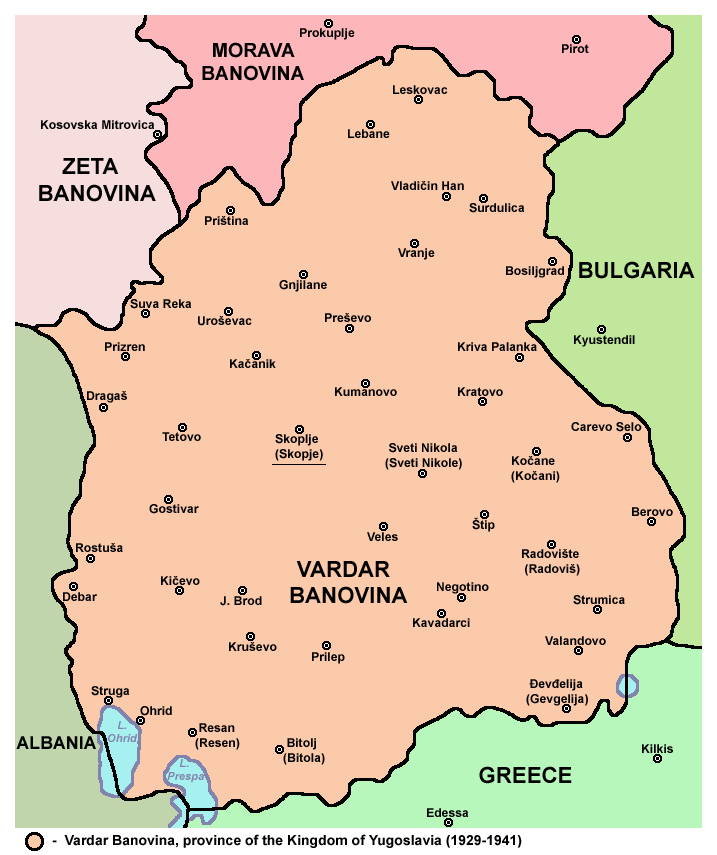
Mapa de la Província de Vàrdar dins del Regne de Iugoslàvia

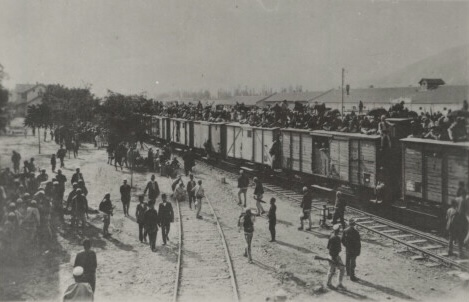
Skopje després de ser capturada pels revolucionaris albanesos que van derrotar les forces otomanes que sostenien la ciutat l'agost de 1912.
El Regne de Sèrbia el 1914, en vigílies de la Primera Guerra Mundial
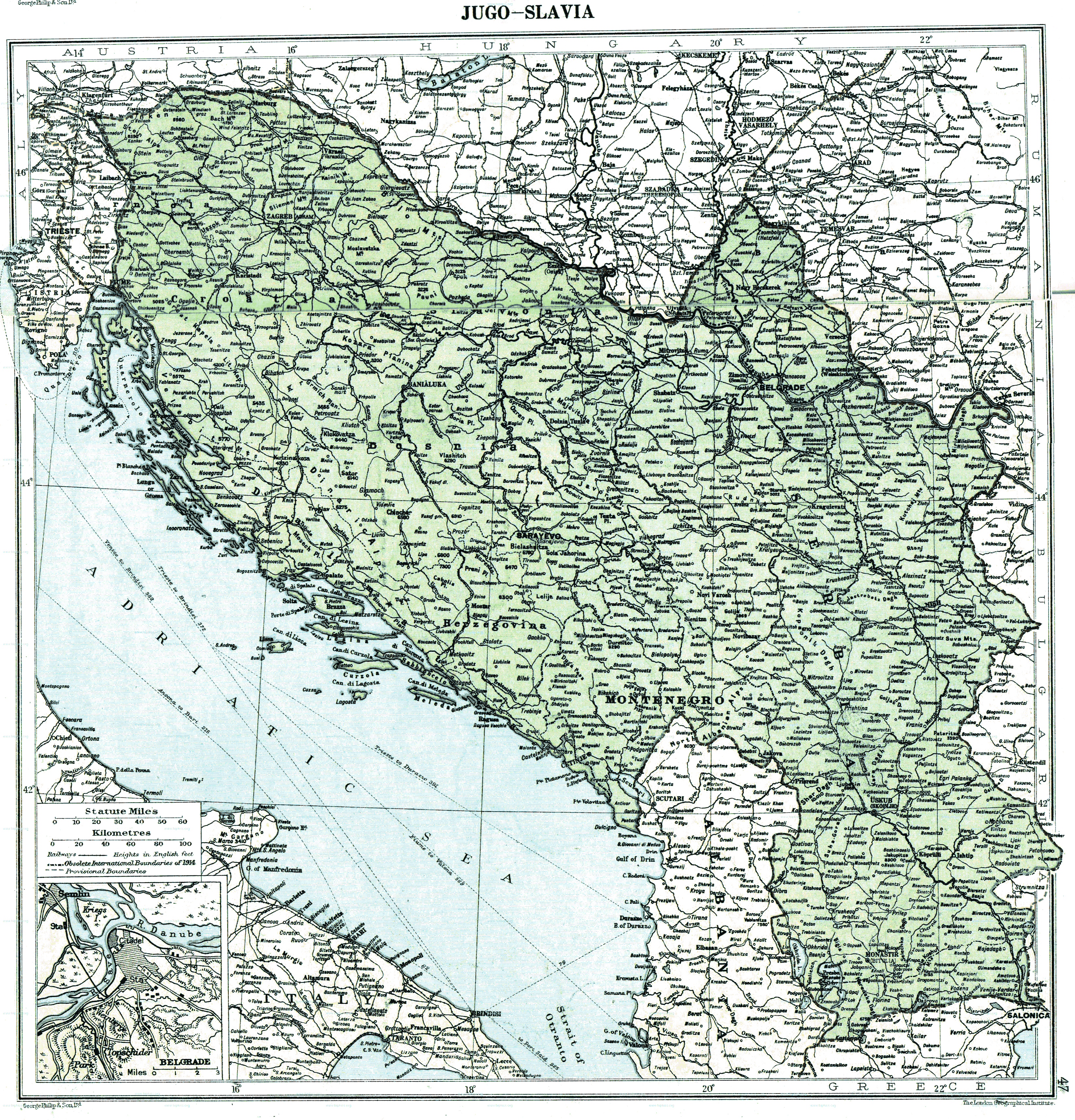
Mapa que mostra Iugoslàvia el 1919 després de la Primera Guerra Mundial abans dels tractats de Neuilly, Trianon i Rapallo
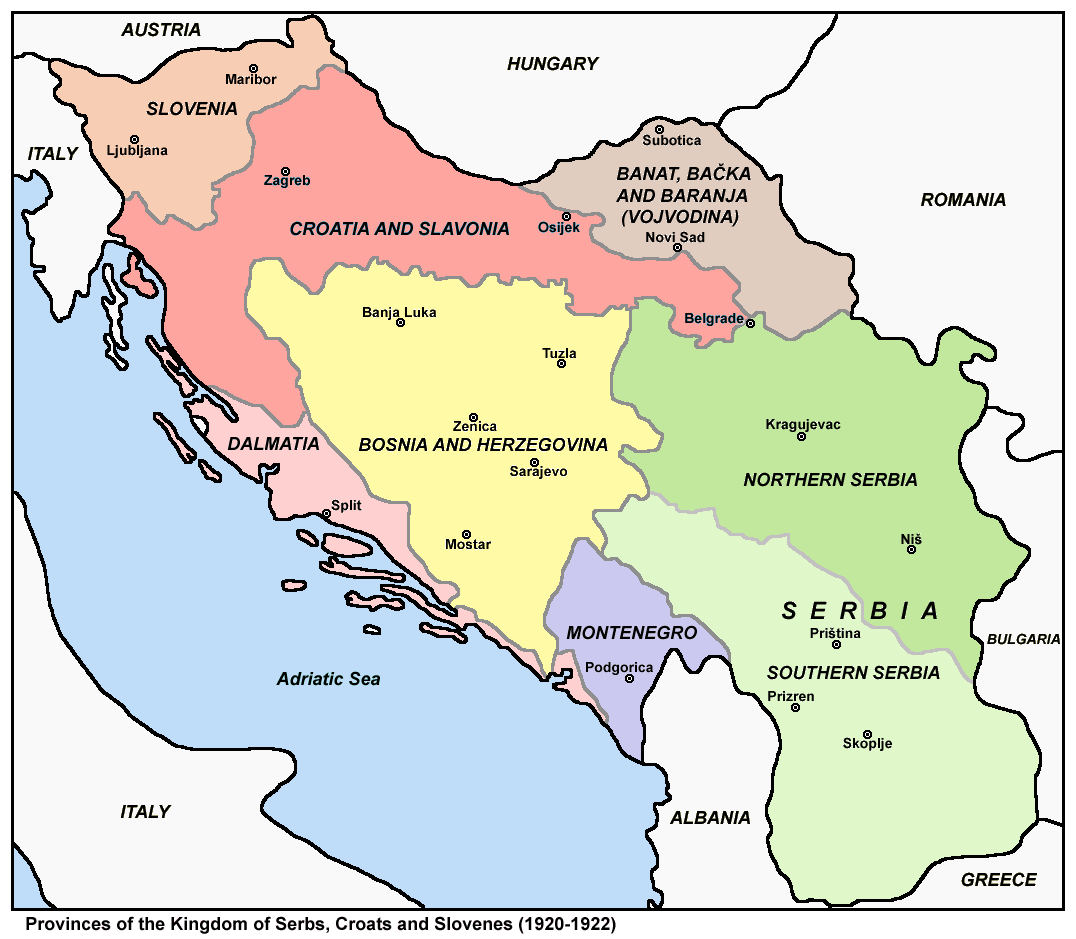
Províncies del Regne dels serbis, croats i eslovens el 1920-1922

La regió va ser capturada pel Regne de Sèrbia durant la Primera Guerra dels Balcans de 1912 i posteriorment va ser annexada a Sèrbia sota la dinastia Karađorđević com a Vardarska banovina ('Província de Vàrdar') i subseqüentment del Regne de Iugoslàvia en els tractats de pau de la postguerra, excepte la regió d’Estrumica, que va formar part de Bulgària entre 1912 i 1919. No tenia autonomia administrativa i s'anomenava Sèrbia del Sud (Južna Srbija) o "Antiga Sèrbia" (Stara Srbija). Va ser ocupada pel Regne de Bulgària entre 1915 i 1918. Després de la Primera Guerra Mundial, el Regne de Sèrbia es va unir al recentment format Regne de Serbis, Croats i Eslovens.
La constitució del 1929 també la denominava Vardarska banovina. La Internacional Comunista, amb base a Moscou (Komintern) va dissenyar una "nació macedònica" com una forma de prevenir posteriors conflictes als Balcans per la majoria búlgara a Macedònia del Vàrdar. Aquesta doctrina va ser adoptada l'any 1934.
Després de la Segona Guerra Mundial, Iugoslàvia va ser reconstituïda com un estat comunista sota el lideratge del partit comunista encapçalat per Josip Broz Tito. L'any 1944 la major part de l'antiga província de Vàrdar va ser feta una república separada de "Macedònia" (la majoria dels territoris del nord van passar a formar part de Sèrbia). El 1946 se li va donar a la província l'estatus de "República Popular de Macedònia", autònoma en la nova República Federal Popular de Iugoslàvia. En la constitució del 1963 de Iugoslàvia va ser canviada lleugerament en "República Socialista de Macedònia" (com totes les altres).
Creant aquesta república a la part més meridional de Iugoslàvia i incloent "Macedònia" en el seu nom, el govern de Tito va ofendre Grècia, la qual tenia la seva pròpia província de Macedònia al voltant de Tessalònica i va interpretar això com un intent de reclam del territori grec. Les noves autoritats iugoslaves van imposar també el desenvolupament de la nacionalitat eslavomacedònia i l'idioma macedoni, la qual cosa va ofendre a Bulgària, on moltes persones tenien parents propers que pertanyien a la nova "nació macedònica".

## Emancipació
El 17 de setembre del 1991 la república macedònia va declarar la independència de Iugoslàvia com la República de Macedònia. Bulgària va ser el primer estat a reconèixer la República de Macedònia sota el seu nom constitucional. No obstant això, el reconeixement internacional del nou estat va ser retardat per l'objecció de Grècia de l'ús del que es considerava un nom hel·lènic i pel símbol de la bandera, així com una cita controvertida de la constitució de la república. L'Organització de les Nacions Unides (ONU) va reconèixer l'estat amb el nom d'"Antiga República Iugoslava de Macedònia" el 1993.
Grècia encara no hi estava satisfeta i va imposar-hi un bloqueig comercial al febrer del 1994. Les sancions van ser aixecades al setembre del 1995, després que la República de Macedònia canviés de bandera i constitució. Les dues nacions van acordar normalitzar les relacions, però el nom de l'estat segueix sent font de controvèrsia local i internacional. L'ús de cada nom segueix causant-ne controvèrsia als simpatitzants dels altres.
Després que l'estat fos admès a l'ONU amb el nom d'Arym, altres organitzacions internacionals van adoptar la mateixa convenció. La majoria dels diplomàtics són acreditats en la república usant la designació Arym. No obstant això, almenys 40 estats han reconegut el país pel seu nom constitucional, la República de Macedònia, abans que per Arym. El 2019, però, Grècia i l'Antiga República Iugoslava de Macedònia van arribar a un acord permanent per tal de referir-se internacionalment a la república com a Macedònia del Nord.

### Guerra de Kosovo
Durant la Guerra de Kosovo del 1999 Macedònia va cooperar amb l'OTAN, encara que es va mantenir aliena al conflicte. Uns 360.000 refugiats albanesos de Kosovo van entrar a Macedònia durant la guerra, amenaçant de trencar el balanç entre els grups ètnics macedònics i albanesos a l'estat. Molts en van tornar a Kosovo, però les tensions ètniques hi van créixer.
Macedònia va aconseguir mantenir-se al marge de les guerres iugoslaves durant alguns anys, però el conflicte va arribar finalment per la població albanesa de la regió. El 1999 la guerra va portar a gairebé 400.000 refugiats albanesos de Kosovo a fugir a Macedònia, afectant radicalment a la situació de la regió i amenaçant de trastornar el balanç entre els eslaus i els albanesos. Es van establir camps de refugiats a la República de Macedònia i la Macedònia grega s'utilitzà com a corredor de trànsit per les forces de l'OTAN que es movien cap a la regió i davant d'una possible invasió de Sèrbia. En l'esdeveniment, el president serbi Slobodan Milošević va capitular i als refugiats se'ls va permetre tornar sota protecció de l'ONU. Tanmateix, la guerra va augmentar les tensions a la regió. Les relacions entre macedonis eslaus i albanesos van arribar a ser conflictives, mentre que a Grècia l'oposició popular a la guerra va reaccionar contra l'OTAN.

## Acostament a la Unió Europea
A la primavera del 2001 rebels albanesos que es feien dir l'Exèrcit Nacional d'Alliberament (probablement format per exmembres de l'Exèrcit d'Alliberament de Kosovo) es van aixecar en armes a l'oest de Macedònia del Nord, exigint que la constitució fos reescrita per considerar certs interessos ètnics albanesos, com ara els drets de l'idioma. Les guerrilles van rebre suport d'albanesos a Kosovo (controlats per l'OTAN) i de guerrilles d'ètnia albanesa a la zona desmilitaritzada entre Kosovo i la resta de Sèrbia. La lluita estava concentrada al voltant de Tètovo, la segona ciutat més gran de la república.
Després d'una unió conjunta OTAN-Sèrbia sobre les guerrilles albaneses a Kosovo, la Unió Europea (UE) va poder negociar-hi un alto el foc al juny. El govern donaria als albanesos amplis drets civils, i els grups guerrillers deixarien voluntàriament les seves armes a monitors de l'OTAN. Aquest acord va ser un èxit, i l'agost del 2001 3.500 soldats de l'OTAN van dirigir Operacions Collita Essencial per recuperar les armes. Directament després que l'operació finalitzés al setembre, l'ENL es va dissoldre oficialment. Les relacions ètniques han millorat significativament, encara que els de línia dura en ambdós costats han estat una causa contínua de preocupació i algun baix nivell de violència continua particularment dirigit contra la policia.
El 26 de febrer del 2004 el president Boris Traikovski va morir en un accident aeri al territori de Bòsnia i Hercegovina. Els resultats de la investigació oficial van revelar que la causa de l'accident va ser per errors de procediment de la tripulació comesos durant l'aproximació a l'aterratge a l'aeroport de Mostar.
Macedònia del Nord va obtenir el desembre del 2005 l'estatus de candidata oficial a l'adhesió com a membre de la UE després d'haver-ho sol·licitat formalment al gener del 2004. Macedònia del Nord va haver de resoldre les seves disputes amb Grècia abans que s'hi pogués arribar a una decisió.

## La revolució dels colors
A principis del 2015 el govern va acusar Zoran Zaev, líder del partit SDSM, de voler organitzar un cop d'estat amb ajuda exterior; Zaev, líder de l'oposició, s'havia negat a acatar el resultat de les eleccions del 2014 i havia denunciat abusos de poder del governant VMRO-DPMNE. La crisi política va esclatar de ple el maig de 2015 quan Zoran Zaev va fer públic que el primer ministre, Nikola Gruevski, havia ordenat escoltes telefòniques a milers de funcionaris i polítics amb la complicitat del cap d'intel·ligència, Saixo Mijalkovic, que era cosí de Gruevski; això era només una part d'una trama de corrupció i manipulació política que la VMRO-DPMNE, coalició nacionalista i conservadora que havia estat en el poder els darrers deu anys, havia anat forjant i que implicava la policia, el poder judicial i els mitjans de comunicació.
La primera protesta contra el govern fou el 5 de maig del 2015. Els manifestants que sortien als carrers de Skopje es van incrementar de dia en dia. El 9 de maig, una escaramussa amb uns quants morts entre manifestants d'ètnia albanesa i la policia a Kumànovo, ciutat de majoria albanesa al nord del país, va fer pujar la tensió i va excitar la minoria albanesa (una quarta part de la població), que sempre s'ha considerat discriminada. A meitat de mes les manifestacions ja reunien desenes de milers de persones que reclamaven la dimissió del primer ministre, però Gruevski va desafiar els manifestants al·legant que seria un covard si dimitís, i declarant estar disposat a plantar cada a tots els atacs. Alguns ministres van dimitir així com el cap de la intel·ligència.
La situació va abocar a l'acord de Przino, negociat entre els principals partits de l'estat amb mediació de la Unió Europea. Les línies mestres del pacte eren l'entrada de l'SDSM al govern, la dimissió de Gruevski a començament del 2016, eleccions anticipades i creació d'una fiscalia especial per investigar l'escàndol de les escoltes i els delictes relacionats. L'acord aviat va esclatar quan Zaev va acusar el VMRO-DPMNE d'obstaculitzar la feina de la fiscal especial designada, Kàtica Jàneva.
Seguint l'acord de Przino, el 14 de gener Nikola Gruevski va dimitir com a primer ministre, segons va dir "obligat", qualificant la situació política de "segrest". El va substituir Emil Dimitriev, del mateix partit. Gjorge Ívanov (més tard implicat en els "papers de Panamà") va seguir com a president. Es van convocar eleccions anticipades pel 24 d'abril. La situació cada vegada era més tensa, cosa que va obligar el parlament a ajornar les eleccions del 24 d'abril fins al 5 de juny; però l'oposició, al·legant l'incompliment de l'acord de Przino, va anunciar que les boicotejaria.
El grup Protestiram ('Jo protesto') va organitzar manifestacions que van tornar a omplir els carrers de la capital el 12 d'abril. Aquell dia, el nou president del país, Gjorge Ívanov, va anunciar públicament que havia perdonat tots els polítics i col·laboradors investigats per l'afer de les escoltes telefòniques en ús del seu dret constitucional "per ajudar a superar la crisi política imposada des de l'exterior, en l'interès del país". Zaev es va oposar al perdó, que va qualificar de "cop d'estat". El comissari europeu per a l'ampliació de la UE, Johannes Hahn, també va criticar la decisió, perquè anava contra la llei i posava en dubte les futures eleccions, a més de les aspiracions europees de Macedònia del Nord.
A la nit del mateix dia hi va haver enfrontaments entre manifestants i la policia que acordonava els edificis governamentals. Els manifestants tenien com a lema "Sense justícia, sense pau" i passats els dies les protestes es van estendre per tot l'estat. A Skopje, les manifestacions tenien un objectiu: atacar qualsevol cosa governamental. Les façanes dels edificis oficials i la seu del VMRO-DPMNE es van omplir de pintura i pintades. En aquell moment, els manifestants van adoptar el nom de la Revolució dels Colors, que segons els simpatitzants del VMRO-DPMNE, tenien la voluntat de convertir el país en una nova Ucraïna amb la seva "Revolució Taronja". A les manifestacions es veien sovint juntes banderes macedònies i albaneses, cosa que irritava especialment els ultranacionalistes macedonis.
Els manifestants atacaven sovint els remodelatges arquitectònics, part del projecte urbanístic "Skopje 2014", pla que havia estat idea personal de Gruevski i pretenia donar a la ciutat un aspecte històric amb façanes i monuments d'estil neoclàssic i amb moltes estàtues com ara les de Felip II de Macedònia i d'Alexandre el Gran, que pretenien enardir el sentiment nacionalista. El projecte va esdevenir símbol de la corrupció i l'opacitat del govern macedoni; encara que no es va fer públic quan costava el pla, es calcula que superava els cinc-cents milions d'euros, una quantitat extraordinària per a un estat de només dos milions d'habitants on l'atur arriba al 27%. Al peu de l'escultura d'Alexandre el Gran, uns manifestants van escriure: "No pago impostos per a això".
El govern va organitzar manifestacions contra la Revolució dels Colors, va detenir simpatitzants de l'oposició i es va apoderar dels símbols estatals que va fer servir en tots els actes polítics. De totes maneres, la pressió internacional va forçar Ívanov a fer-se enrere en el perdó als implicats en les escoltes telefòniques, en concret es va retirar el perdó a aquells que tenien càrrec polític, 22 dels 56 encausats. Malgrat la retirada parcial del perdó i l'anul·lació de les eleccions fins a poder celebrar unes eleccions creïbles i lliures amb reformes permetent un procés inclusiu, la tensió va seguir; l'oposició va presentar una moció de censura contra el president, i els manifestants de la Revolució dels Colors van continuat tallant els principals carrers de Skopje.